# Руденька (Глибочицька сільська громада)
Руде́нька — село в Україні, у Житомирському районі Житомирської області. Входить до складу Глибочицької сільської громади. Населення становить 115 осіб.

## Географія
Селом протікає річка Свинолужка.